# Phodilus
Phodilus Geoffroy Saint-Hilaire, 1830 è un genere di uccelli appartenente alla famiglia Tytonidae. Al genere vengono ascritte tre specie.

## Tassonomia
Il genere comprende le seguenti specie:
- Phodilus badius (Horsfield, 1821) - barbagianni baio
- Phodilus prigoginei Schouteden, 1952 - barbagianni baio del Congo
- Phodilus assimilis Hume, 1877 - barbagianni di Ceylon